# Nemcia acuta
Nemcia acuta là một loài thực vật có hoa trong họ Đậu. Loài này được (Benth.) Domin mô tả khoa học đầu tiên.